# Narcissus bulbocodium
Narcissus bulbocodium es una especie botánica de la familia de las amarilidáceas.

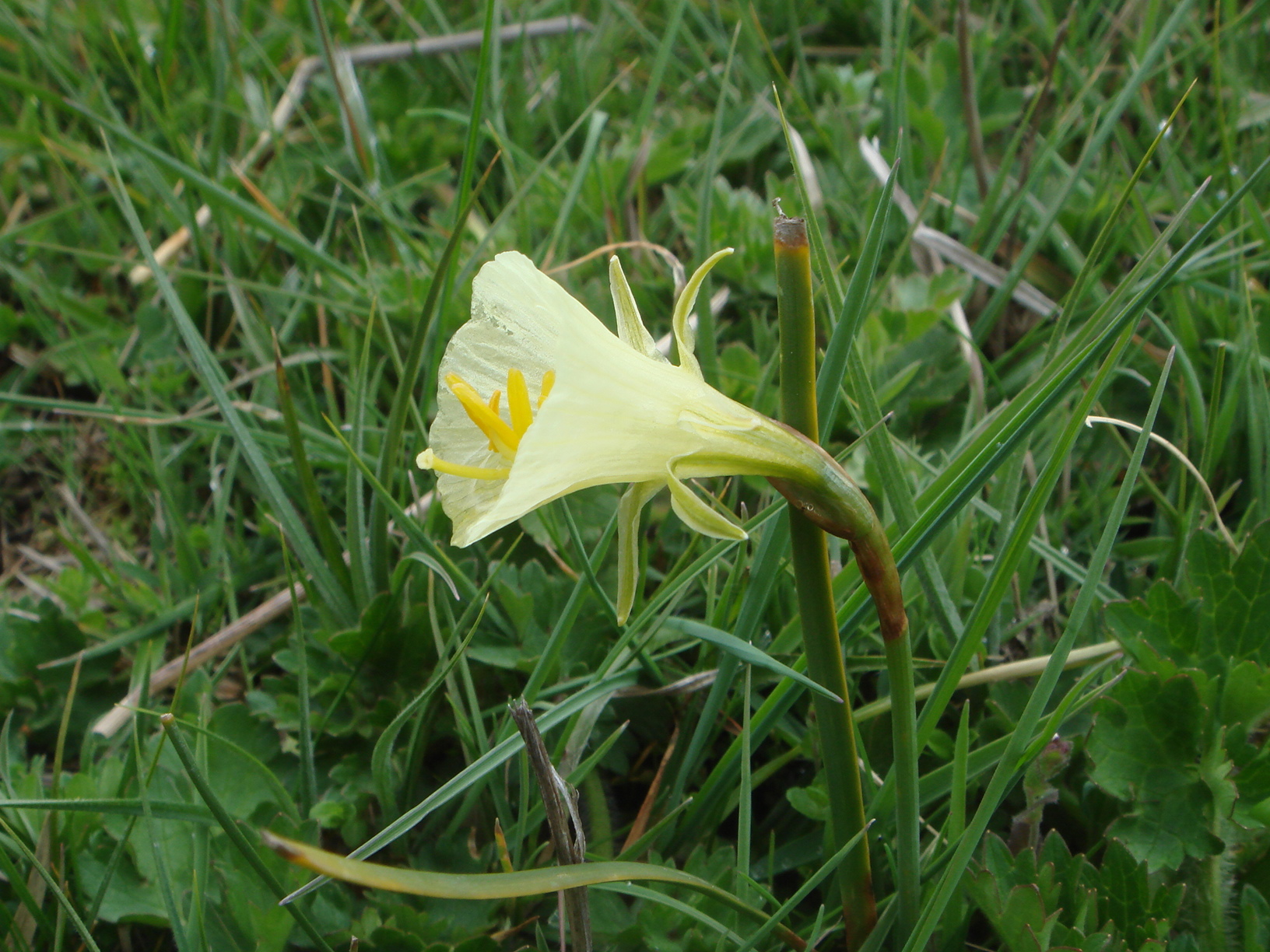
Narcissus bulbocodium subsp. graellsii en el Valle de Amblés.

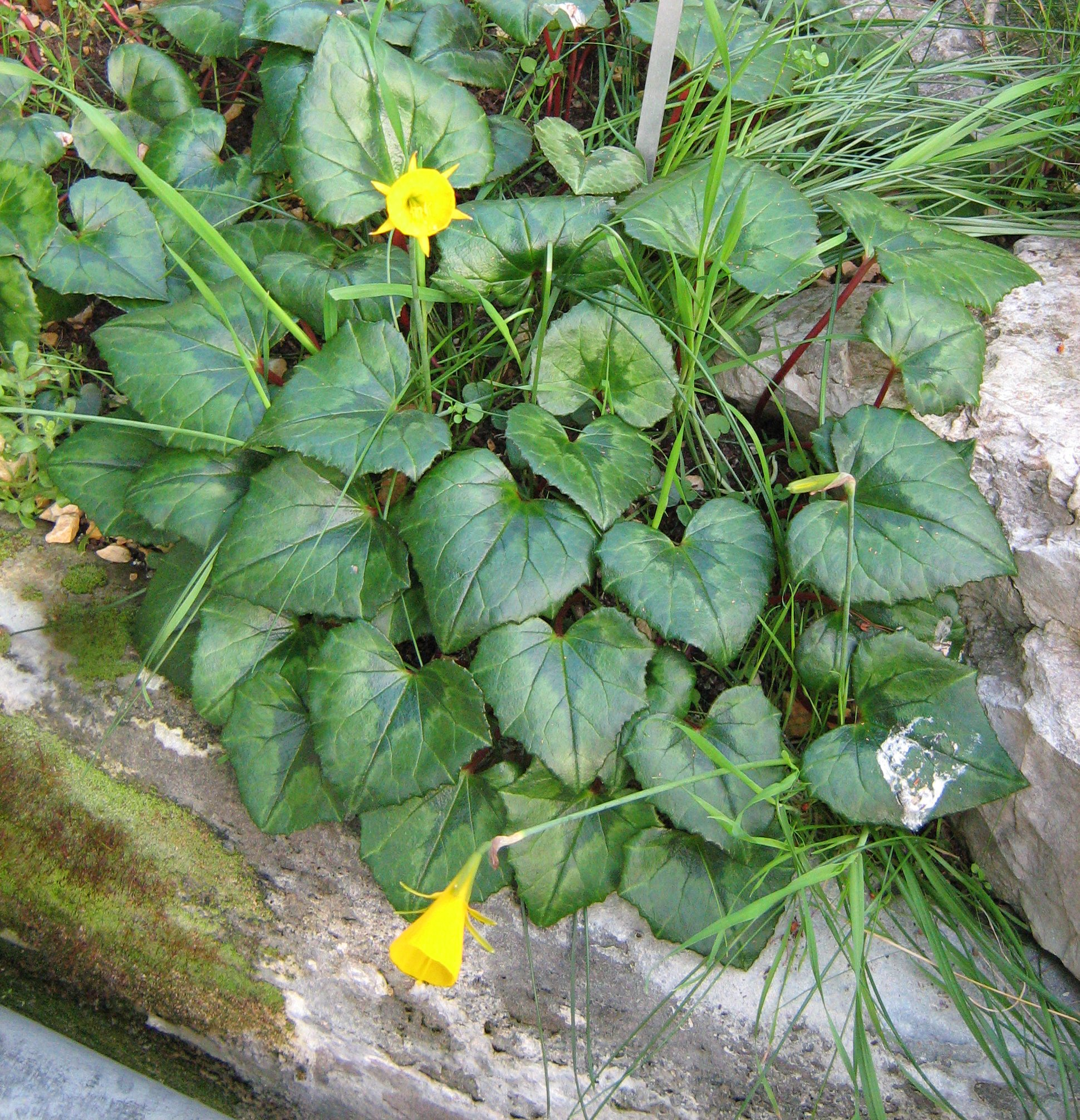
N. bulbocodium entre las hojas de Cyclamen sp.

## Descripción
Es una planta pequeña con flores grandes y solitarias. Hojas de color verde oscuro de 1,5 a 4 mm de ancho, ascendentes. Tallo cilíndrico de color verdoso, de 10 a 25 cm de altura. Raíz bulbácea. Flores de color amarillo claro, espata visible y papirácea. Corola obcónica de 8 a 25 mm de largo, tépalos pequeños puntiagudos, estambres largos con los filamentos curvados que no sobresalen del borde y estilo largo. fruto en cápsula con 3 valvas.

## Hábitat
En prados y pastos de colinas y montañas, arenales y cervunales en alta montaña.
Se distribuye por Francia, Portugal y norte de África. En España en la cordillera Cantábrica y en el sistema Central.

## Taxonomía
Narcissus bulbocodium fue descrita por Carlos Linneo y publicado en Sp. Pl.: 289 (1753).
Citología
Número de cromosomas de Narcissus bulbocodium (Fam. Amaryllidaceae) y táxones infraespecíficos: 2n=22 2n=35, 42
Etimología
Narcissus nombre genérico que hace referencia  del joven narcisista de la mitología griega Νάρκισσος (Narkissos) hijo del dios río Cephissus y de la ninfa Leiriope; que se distinguía por su belleza. 
El nombre deriva de la palabra griega: ναρκὰο, narkào (= narcótico) y se refiere al olor penetrante y embriagante de las flores de algunas especies (algunos sostienen que la palabra deriva de la palabra persa نرگس y que se pronuncia Nargis, que indica que esta planta es embriagadora). 
bulbocodium: epíteto latino que significa "bulbo lanoso".
Sinonimia
- Corbularia bulbocodium  (L.) Haw.
- Narcissus bulbocodium var. genuinus Cout.
- Narcissus bulbocodium subsp. vulgaris Cout.[5]
- Narcissus aureus DC., non Loisel.
- Narcissus bulbocodium subsp. bulbocodium
- Narcissus bulbocodium subsp. obesus (Salisb.) Maire
- Narcissus graellsii Graells
- Narcissus nivalis Graells
- Narcissus obesus Salisb.
- Narcissus tenuifolius Salisb.[6]

Subespecies y variedades
- Narcissus bulbocodium subsp. bulbocodium
- Narcissus bulbocodium var. pallidus (Gattef. & Weiller) Maire & Weiller
- Narcissus bulbocodium subsp. praecox Gattef. & Weiller
- Narcissus bulbocodium subsp. quintanilhae A.Fern.

## Nombre común
Campanilla, campanillas, campanillas chicas, campanita, campanitas del campo, junquillos pajizos, narciso, narciso de Asturias, narciso de campanilla, narciso de guedejas, narciso de olor, narciso nival, trompeta de Medusa, trompetillas.